# Asesinato de Natalia Melmann
El asesinato de Natalia Melmann, una joven estudiante argentina de 14 años, ocurrió el 4 de febrero de 2001 en la ciudad de Miramar (provincia de Buenos Aires).
Gustavo Daniel “El Gallo” Fernández, un exconvicto de 30 años de edad con vínculos con la policía de Miramar, siguió a Natalia al salir del boliche Amadeus. A pocas cuadras el sujeto la interceptó obligándola a subir al baúl de un auto a la fuerza. En él fue llevada por efectivos policiales de Miramar, 
el sargento primero Óscar Alberto Echenique y los cabos Ricardo Alfredo Suárez y Ricardo Anselmini, a una cabaña sin agua ni luz en las afueras de la ciudad, en un sector llamado Copacabana. Allí sería víctima de torturas, violaciones y, finalmente su asesinato, perpetrado con un cordón de zapatilla con el cual fue asfixiada hasta su muerte. 
Pericias posteriores vinculan a cinco involucrados puesto que en el análisis al cuerpo de la joven fueron hallados cinco rastros genéticos distintos, presuntamente todos de miembros del cuerpo policial de Miramar. En septiembre de 2002 dio inicio el juicio contra Suárez, Anselmini y Echenique, donde fueron encontrados culpables y condenados a reclusión perpetua. Por su parte, Fernández fue condenado a 25 años de prisión por el delito de secuestro, aunque se agregaron años a su condena por otro crimen anterior.
El caso obtuvo una gran relevancia nacional, traduciéndose en marchas multitudinarias para encontrar a Natalia lo antes posible, las cuales una vez hallado su cuerpo se congregaron en protestas para exigir justicia por la joven. Tal fue la manifestación de la ciudadanía que los padres de la joven recibieron en su hogar 
al presidente Fernando de la Rúa y al gobernador de la provincia, Carlos Ruckauf.

## Biografía
Natalia Mariel Melmann nació el 13 de marzo de 1986 en la provincia de Buenos Aires. Hija de Gustavo Melmann de ascendencia judía y Laura Calampuca. Era la tercera de cuatro hijos de una familia de clase media-trabajadora. Al momento de su asesinato cursaba su educación en la Escuela Secundaria N.º  1 Rodolfo Walsh. Era una estudiante sobresaliente, elegida como delegada de su promoción por sus excelentes notas y pretendía convertirse en obstetra a futuro, según comunicó a sus padres.

## Asesinato
La madrugada del 4 de febrero de 2001, Natalia Mariel Melman, quien por entonces cursaba su enseñanza secundaria, salió a bailar con dos amigas en la zona de la costa miramarense. Esa noche fueron a más de un boliche; el primero de ellos fue “La Cantina”, bar ubicado a pocos metros del muelle de Miramar. Más tarde decidieron ir a “Amadeus”, otro bar ubicado en la avenida 12 y calle 35, a pocas cuadras del primer lugar visitado. Natalia decidió irse del bar y volver a su casa, siendo la última vez que testigos aseguran haberla visto.
Cerca de las 07:00 horas, mientras regresaba, Gustavo “El Gallo” Fernández abordó a la joven obligándola mediante golpes y empujones a subir a lo que —testigos aseguran—  era una camioneta policiaca. Luego fue llevada contra su voluntad a una casa ubicada en el extremo sur de Miramar, en el barrio llamado Copacabana. En dicho recinto la joven fue torturada y violada en reiteradas oportunidades por cinco policías, según presume la justicia Argentina para, más tarde, ser estrangulada con un lazo confeccionado con el cordón de una de las zapatillas de la joven, hasta provocarle la muerte por asfixia.
Luego de haber cometido el femicidio, se presume que mantuvieron el cuerpo ya sin vida de la joven durante cuatro días en la casa; para más tarde, luego de comenzada la búsqueda de Natalia por sus padres y la gente de Miramar, trasladar el cuerpo al vivero dunícola “Florentino Ameghino”, dejando los restos de la joven junto a una zona de bosques, cubierto con hojas y ramas.

## Búsqueda
La mañana del 4 de febrero de 2001, Laura Calampuca notó que su hija no había regresado a dormir a casa la noche anterior, lo que al instante levantó sospechas en la madre, pues la joven solía siempre avisar donde o qué iba a hacer. En primera instancia la buscaron en las casas de sus amigas, en hospitales y en la playa, llegada la noche sin tener rastros de la chica, los padres efectuaron la denuncia por desaparición de la menor, la que fue caratulada como “fuga de hogar”.
Para el 5 de febrero la cara de Natalia empezó a esparcirse por los medios de comunicación locales, y más tarde nacionales indicando su desaparición. A pesar de esto seguía sin haber noticias sobre su paradero; sin embargo, varios testigos habían visto salir a Natalia del boliche Amadeus y caminando varias cuadras perseguida por Gustavo Fernández.
La municipalidad de Miramar facilitó a la familia una oficina que tenían en desuso debido a que ellos no poseían ni siquiera un teléfono donde recepcionar la información sobre el caso, para que la gente pudiese acercarse a colaborar con aportes en el esclarecimiento de la desaparición. Los padres se encargaron de empapelar el frontis de la oficina, que era de vidrio, con carteles de la cara de la joven para que aquel que tuviera información pudiera ingresar a la oficina sin sentirse expuesto y de alguna manera se resguardase la identidad de los testigos.
Los días que siguieron constaron de recorrer distintas zonas de Miramar buscando exhaustivamente en conjunto con amigos y conocidos de la familia que se pusieron a disposición de la causa de una búsqueda que, a su vez, se extendía a Mar del Sud, localidad ubicada a poco menos de 20 kilómetros de Miramar, donde habían rumores de haberla visto con vida. Se formaban grupos que recorrían organizados distintos lugares.
Por parte del departamento policial fue montado un gran operativo que resultó ser ineficaz. Al mismo tiempo, eran propagados los rumores sobre que la policía estaba involucrada en el hecho. Pasados los días los rumores comenzaron a volverse más reales, cuando oficiales del departamento de Mar del Plata llegaron, a tomar declaraciones a la gente. Las sospechas recaían sobre los oficiales que habían estado en servicio la noche de la desaparición: los cabos Ricardo Alfredo Suárez, Ricardo Anselmini y el sargento 1.º Oscar Alberto Echenique.
El 8 de febrero de ese mismo año los restos de Natalia fueron hallados sin vida por un menor de edad que buscaba leña en el vivero dunícola “Florentino Ameghino”, a tan solo 800 metros del lugar en donde había estado rastrillando la policía. Su cuerpo presentaba quemaduras, había sido violada, torturada y estrangulada con el cordón de su propia zapatilla.
Gustavo Melmann, padre de Natalia, había viajado a Necochea en busca de perros rastreadores que pudiesen complementar las búsquedas que a diario estaban realizando. Terminó enterándose por la televisión que habría aparecido el cuerpo de su hija.

## Juicio
Dadas las condiciones irregulares del caso y el encubrimiento policial denunciado por la familia no fue hasta septiembre de 2002 que fue llevado a cabo el juicio, en donde se juzgaron a tres de los cinco sospechosos de asesinato: Ricardo Suárez, Oscar Echenique y Ricardo Anselmini, y de un cuarto sujeto, Gustavo Fernández, quien fue señalado como el responsable de haber entregado a Natalia. A mediados de octubre de ese mismo año el Tribunal Oral en lo Criminal 2 de Mar del Plata comprobó mediante muestras de piel, saliva y vello púbico la culpabilidad de los tres involucrados, además de rastros de tierra que quedaron en la zapatilla de Natalia que eran compatibles con la tierra de la casa ubicada en Copacabana sirvieron como pruebas en el juicio del crimen.
El tribunal condenó a los policías Oscar Echenique, Ricardo Anselmini y Ricardo Suárez a reclusión perpetua con accesorias al ser considerados coautores de los delitos de privación ilegítima de la libertad agravada, abuso sexual agravado y homicidio triplemente calificado por ensañamiento, alevosía y en concurso de dos o más personas. También se condenó a Gustavo “El Gallo” Fernández a 25 años de cárcel.

## Relevancia
La aparición del cuerpo desató la furia en la población miramarense. Sumada la circulación de la versión en la que la policía estaba involucrada con el caso, el pueblo reaccionó, por su propia cuenta, apedreando la comisaría, destruyendo casi por completo el inmueble. A partir de este punto cada noche se realizaron marchas exigiendo la aparición de Naty; se estima que cada noche marcharon casi ocho mil personas, en las que, inclusive, llegaron a participar miles de turistas. El caso adquirió una relevancia tal que autoridades gubernamentales como el presidente Fernando de la Rúa y su ministro de seguridad, Ramón Verón, se vieron en la obligación de relevar de su cargo al comisario Carlos Grillo, encargado inicial de la investigación.

## Documental
En 2018, la periodista Constanza Marina Sagula realizó un documental de 42 minutos que presenta la lucha de la familia Melmann y amigos.